# كامبريدجشير
 كامبريدجشاير المعروف أيضا، تاريخيا، باسم  مقاطعة كامبردج؛ هي مقاطعة في إنجلترا، على الحدود مع لينكولنشير شمالاً، نورفولك في الشمال الشرقي، سوفولك شرقاً، اسكس وهيرتفوردشير جنوباً، وبيدفوردشير ونورثهامبتونشير غرباً. كامبريدجشاير الحديثة تشكلت من المقاطعة التاريخية كامبردج وهونتينغدونشير، بالإضافة إلى جزيرة ألي وجزء من مدينة بيتربورو؛ كما تحتوي على معظم المنطقة المعروفة باسم مستنقع السيليكون. عاصمة المقاطعة هي كامبردج. هناك اتفاقية توأمة بين كامبريدجشاير مع فيرسن في ألمانيا.

## التاريخ
كانت كامبريدجشاير موقع لبعض من المستوطنات في المملكة المتحدة في العصر الحجري الحديث. كما ورد ذكر كامبريدجشاير في كتاب ونشيستر تحت اسم "Grantbridgeshire" (أو بالأحرى Grentebrigescire). التي تغطي جزءا كبيرا من شرق انجليا.
في 1888 تكون مجلس المقاطعة. طبقا لقانون الحكم المحلي لعام 1972 تم دمج المقاطعة مع هونتينغدون وبيتربورو فكان الناتج ما يسمى بكامبريدجشاير.
وهناك كمية كبيرة من الآثار من العصر الحجري، العصر البرونزي والعصر الحديدي في شرق كامبريدجشاير.
فوج كامبريدجشاير (النمور) وحدة للجيش تنتمي للمقاطعة قاتلوا في جنوب أفريقيا، والحرب العالمية الأولى والحرب العالمية الثانية. نظرا لطبيعة الأرض المنبطحة وقربها من القارة، تم بناء العديد من القواعد الخاصة بسلاح الجو الملكي البريطاني وسلاح الجو الأمريكي في الحرب العالمية الثانية. اعترافاً بفضل المقاطعة، فالمقبرة الأمريكية في إنجلترا والنصب التذكاري الاميركي في الحرب العالمية الثانية تقع في كامبريدج. الوثائق التاريخية الأصلية الخاصة بكامبريدجشاير محفوظة في دار كامبريدجشاير للمحفوظات والدراسات المحلية.

## الجغرافيا
أغلب مناطق المقاطعة منخفضة للغاية ومستنقع هولم هو أدنى نقطة في المملكة المتحدة عند 2.75 م تحت مستوى سطح البحر. وأعلى نقطة هي في قرية شيشل العظمى بارتفاع 146 متر فوق مستوى سطح البحر. كما تضم العديد من التلال.

## السياسة
كامبريدجشاير تحتوي على سبعة دوائر انتخابية برلمانية: كامبريدج، هونتينغدون، شمال شرق كامبريدجشاير، شمال غرب كامبريدجشير، بيتربورو، جنوب كامبريدجشير، جنوب شرق كامبريدجشاير.

## التعليم
كامبريدجشاير لديها نظام تعليمي شامل يضم 12 مدرسة مستقلة وأكثر من 240 من المدارس الحكومية. وتضم أيضا جامعة كامبريدج والتي تعد ثاني أقدم الجامعات في العالم الناطقة باللغة الإنجليزية، وتعتبر واحدة من أعرق المؤسسات الأكاديمية في العالم. كما تضم جامعة انجليا رسكين وواحدة من المراكز الإقليمية للجامعة المفتوحة.

## مشاهير الناس من كامبريدجشاير
أشهر الشخصيات التي تنتمي إلى كامبريدجشاير هي أوليفر كرومويل، ورئيس الوزراء جون ميجور

## وصلات خارجية
- Cambridgeshire County Council
- Cambridgeshire.net community directory
- The Fens of North Cambridgeshire
- Cambridge Market Place Webcam
- Cambridgeshire Family History Society
- Cambridgeshire Community Archive Network
- Cambridgeshire Churches website.